# Prix René-Clair
Le prix René-Clair (du nom du cinéaste René Clair) est un prix de l'Académie française remis dans le domaine du cinéma depuis 1994. Il a succédé au prix Jean-Le-Duc, décerné pour la dernière fois en 1993.
Chaque année, le lauréat du prix est récompensé pour l' « ensemble de son œuvre cinématographique ». Deux cas particuliers sont cependant à noter, la remise de deux médailles vermeil en 1995 à Pierre Billard d'une part, et à Jean-Michel Frodon d'autre part, pour des œuvres critiques consacrées au cinéma.

## Liste des lauréats

### Années 1990
- 1994 : Alexandre Astruc
- 1995 :
  - Robert Bresson
  - Pierre Billard (médaille de vermeil pour son ouvrage : L'Âge classique du cinéma français. Du cinéma parlant à la Nouvelle vague)
  - Jean-Michel Frodon (médaille de vermeil pour son ouvrage : L'Âge moderne du cinéma français. De la Nouvelle Vague à nos jours)
- 1996 : Édouard Molinaro
- 1997 : Jacques Rozier
- 1998 : Constantin Costa-Gavras
- 1999 : Roman Polanski

### Années 2000
- 2000 : Patrice Leconte
- 2001 : Agnès Jaoui et Jean-Pierre Bacri
- 2002 : Agnès Varda
- 2003 : André Téchiné
- 2004 : Alain Corneau
- 2005 : Claude Chabrol
- 2006 : Jacques Audiard
- 2007 : Alain Cavalier
- 2008 : Pascal Thomas
- 2009 : Bertrand Tavernier

### Années 2010
- 2010 : Xavier Giannoli
- 2011 : Danièle Thompson
- 2012 : Benoît Jacquot
- 2013 : Philippe Le Guay
- 2014 : Robert Guédiguian
- 2015 : Jacques Perrin
- 2016 : Anne Fontaine
- 2017 : Stéphane Brizé
- 2018 : Bruno Dumont
- 2019 : Valeria Bruni Tedeschi

### Années 2020
- 2020 : Xavier Dolan
- 2021 : Albert Dupontel
- 2022 : Arnaud Desplechin
- 2023 : Cédric Klapisch
- 2024 : Pascal Bonitzer